# Исход евреев из мусульманских стран

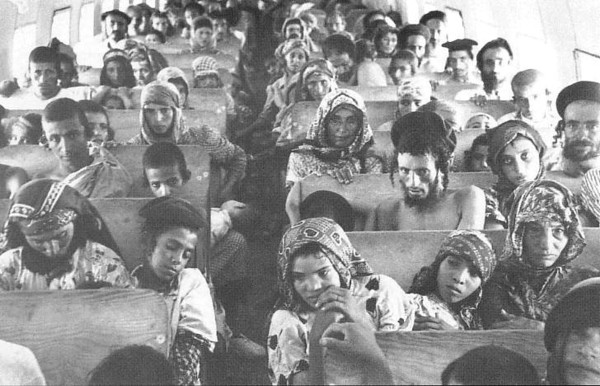
Йеменские евреи на борту самолёта, вывозящего их из Адена в Израиль в ходе операции «Орлиные крылья» (1949—1950).

Исход евреев из мусульманских (в основном арабских) стран — массовая эмиграция евреев из арабских и других мусульманских стран в течение XX века. Репатриация евреев Ближнего Востока и Северной Африки в Страну Израиля началась ещё в конце XIX века и стала массовой после образования Государства Израиль и Войны Израиля за независимость (1948). Катализаторами миграции стали массовые еврейские погромы 1940-х годов в крупных арабских городах (в Багдаде, Каире, Адене, Триполи, Манаме, Алеппо и ряде других городов), а также политика урезания прав еврейского населения, которую проводили националистически настроенные правительства новообразованных арабских и мусульманских стран, по сравнению с относительно более мягкой политикой периода до получения этими странами независимости.
В период с 1948 по начало 1970-х годов из арабских стран эмигрировали добровольно, бежали или были изгнаны от 800 тыс. до 1 млн евреев. Из них 260 тыс. достигли Израиля в период 1948—1951 годов, и ещё 600 тыс. к 1972 году. Ливан был единственной арабской страной, еврейское население которой после 1948 года увеличилось, поскольку он был промежуточным пунктом на пути еврейской миграции в Израиль. Однако к 1970-м годам в результате гражданской войны в Ливане еврейское население этой страны также существенно уменьшилось. К 2002 году выходцы из арабских стран и их потомки составляли 41 % населения Израиля.

## Исторические предпосылки
Как и другие меньшинства в арабских странах, евреи нередко испытывали притеснения со стороны арабского большинства, что стало одной из причин распространения сионистских идей. С другой стороны, сионизм означал необходимость покинуть землю, на которой они жили в течение многих поколений. Распространение идей сионизма совпало с периодом арабской борьбы за независимость (в то время — против Османской империи), заложниками которой в ряде случаев становились евреи. Арабские националисты изгоняли их из родных мест и отбирали имущество.
Репатриация евреев в Страну Израиля из европейских, ближневосточных и североафриканских стран в Оттоманский период постоянно росла, однако только к концу XIX века миграция из ближневосточных стран стала более массовой. Первой крупной миграцией был переезд йеменских евреев. В конце XIX — начале XX века по Ближнему Востоку и Северной Африке прокатилась волна погромов против евреев, которых арабы рассматривали как союзников слабеющей и распадающейся Османской империи. Эти погромы заставили евреев Османской империи, исчезнувшей после поражения в 1-й мировой войне, задуматься о новом месте жительства.

### Эвакуации в подмандатной Палестине
В ходе беспорядков 1920 года в Наби-Муса погибло 4 араба и 5 евреев, 216 евреев и 23 араба получили ранения. Большинство жертв принадлежало к евреям, жившим в Палестине до начала алии (старый ишув). Около 300 евреев было эвакуировано из Старого города Иерусалима после беспорядков.
Во время беспорядков в Яффе (1921) тысячи еврейских жителей Яффы бежали в Тель-Авив, где были временно поселены в палаточных лагерях на побережье. Тель-Авив, до того считавшийся пригородом Яффы, наконец стал отдельным городом, хотя и сохранил тесную связь с Яффой, в которой работали многие жители нового города и покупали там продукты и другие товары и услуги.
После палестинских погромов 1929 года, в ходе которых погибло 133 еврея, по требованию британских властей еврейские общины Газы и Хеврона были эвакуированы британскими войсками. Если не считать нескольких семей, которые вернулись в Хеврон в 1931 году, их собственность и дома были захвачены арабами.

### Рост антисемитизма в арабских странах
В июне 1930 года закончился Британский мандат в Месопотамии, а в октябре 1932 там было создано государство Ирак. В ответ на требование автономии со стороны ассирийцев-христиан иракские власти устроили кровавую резню, организованную военными в августе 1933 года. Для евреев это был первый признак того, что новые власти не собираются уважать права меньшинств. Король Фейсал I, известный своей либеральной позицией, умер в сентябре 1933. Его преемником стал сын Гази I, настроенный националистически и антибритански. Гази оказывал поддержку националистическим организациям, которые, в свою очередь, черпали поддержку у арабских мигрантов из Сирии и Палестины. Воодушевление вызвало у них арабское восстание в подмандатной Палестине (1936—1939) — инспирированное пронацистским иерусалимским муфтием Хадж-Амином аль-Хусейни. Арабские мигранты исповедовали идеологию панарабизма и рассматривали евреев как своих основных врагов.
Пропаганда германских нацистов получила популярность среди иракских националистов, от которых она стала распространяться по всему арабскому миру. Немецкий дипломат и резидент Фриц Гробба, живший в Ираке с 1932 года, всячески стимулировал антиеврейские настроения: в частности, он выпустил арабский перевод книги Гитлера «Моя борьба» (стилистически приглаженный, чтобы «не обидеть» арабов); началось вещание Берлинского радио на арабском языке. С 1934 года правительство Ирака проводило всё более жёсткую антиеврейскую политику. В период между 1936 и 1939 годом 10 евреев в Ираке было убито, имелось 8 случаев метания бомб в еврейские жилища и магазины.
В июне 1941 года в Ираке произошёл пронацистский переворот, который возглавил Рашид Али аль-Гайлани. При поддержке британских войск переворот был подавлен, однако в обстановке безвластия, пока исход противоборства ещё был неясен, в Багдаде произошёл кровавый погром («Фархуд»), в ходе которого было убито около 180 евреев и потеряли имущество около 50000 евреев. Началось массовое (главным образом нелегальное) бегство евреев из Ирака; к 1949 году скорость нелегальной миграции достигла 1000 человек в год. Всего за 1941—1949 годы Ирак покинуло 10 000 евреев.
В ходе 2-й мировой войны на большей части Северной Африки господствовали либо пронацистский режим Виши, либо фашистская Италия; кроме того, туда вторгся гитлеровский Африканский корпус Роммеля. На этих территориях евреи были лишены прав, хотя у нацистов и их сателлитов не дошли там руки до тотального уничтожения, как в оккупированной Европе. В 1942 немецкие войска заняли ливийский город Бенгази, где находился крупный еврейский квартал, разграбили его и отправили через пустыню в трудовые лагеря 2000 евреев, из которых погиб каждый пятый. В то время большинство евреев Ливии жило в городах Триполи и Бенгази, несколько меньше — в городах Аль-Байда и Мисурата.
После освобождения Северной Африки от нацистов антиеврейские настроения среди арабов сохранились. Вспыхнули новые погромы, из которых наиболее жестоким был погром в Триполи 1945 года, когда за несколько дней было убито более 130 евреев, в том числе 36 детей, сотни были ранены, 4000 человек осталось без крова, 2400 были полностью разорены. Было уничтожено 5 синагог в Триполи и 4 в провинциальных городах, только в Триполи разграблено более 1000 еврейских жилищ. В том же году погромы прокатились в других арабских городах. В ходе Каирского погрома (1945) было убито 10 евреев.

## Исход из арабских стран (1948—1972)
На принятие ООН 29 ноября 1947 года резолюции о создании в бывшей подмандатной Палестине двух государств, еврейского и арабского, в арабских странах ответили погромами. Вначале это был Аденский погром 1947 года в южном Йемене и Алеппский погром 1947 года в Сирии с десятками убитых. В 1948 году волна насилия захлестнула Египет, Марокко и Ирак, и в той или иной степени затронула все арабские страны. В это же время новые независимые арабские государства стали принимать меры по «маргинализации и преследованию евреев» с тем, чтобы вынудить их эмигрировать в Израиль.
Политолог Гай Бехор приводит текст проекта закона (сравнивая его с нацистскими Нюрнбергскими законами), разработанного Политическим комитетом Лиги арабских государств ещё до принятия «Плана ООН о разделе Палестины» — в июне 1946 и в сентябре 1947 года, направленного на реквизицию еврейского имущества и вынужденную эмиграцию евреев из этих стран с тем, чтобы «затопить молодое еврейское государство […] сотнями тысяч обнищавших еврейских беженцев», и фактически реализованного в последующие годы. Решения ЛАГ стали известны израильской разведке, но в свете военной угрозы проблема этнических чисток в арабских странах отошла на второй план. Документ опубликован только в наше время.
В Ливии евреев лишили гражданства, а в Ираке конфисковали их собственность. Евреи, вынужденные покинуть страну, не имели права на вывоз собственности. В период 1949—1950 израильское правительство провело операцию «Волшебный ковёр» по вывозу 50 000 евреев из Йемена. С 1949 по 1951 год евреи бежали из Ливии в Израиль. В период 1950—1952 года Израиль осуществил вывоз 130 000 человек из Ирака. Во всех этих случаях свыше 90 % местных евреев предпочли покинуть страну своего проживания, даже несмотря на потерю имущества.
В целом оценочное число евреев, покинувших арабо-мусульманские страны с 1948 по начало 1970-х годов, составляет от 800 тыс. до 1 млн. Ряд исследователей рассматривают иные рамки еврейской миграции из исламских стран: с 1944 по 1964 год, когда в Израиль переехало около 700 000. евреев, часто потеряв почти всю собственность.
Всемирная организация евреев из арабских стран (WOJAC) опубликовала в 2006 году оценку, согласно которой стоимость собственности евреев, оставленной ими в арабских странах в результате вынужденной эмиграции, составила более 100 млрд долларов. В 2007 году оценка была пересмотрена в сторону увеличения до 300 млрд долларов. Площадь недвижимости, брошенной евреями, оценивается в 100000 кв. километров (что в 4 раза превышает площадь Израиля). Руководство организации считает, что основной причиной массового переезда евреев была целенаправленная политика членов Лиги арабских государств.

### Алжир

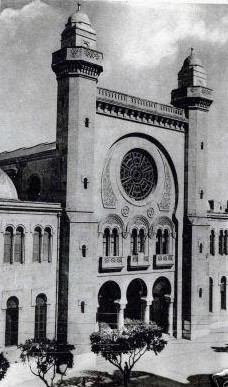
Большая синагога, Оран, Алжир. Конфискована и превращена в мечеть.

В 1940—1943 годах евреи Алжира подверглись репрессиям вишистских властей и были лишены гражданства. После прихода в страну союзников их права были восстановлены.
После получения Алжиром (1962) независимости от Франции 140 тыс. евреев, обитавших в основном в городах Алжир, Блида, Константина и Оран, были вновь лишены гражданства. Часть из них уехала в Израиль, а другая часть — во Францию, что привело к восстановлению уничтоженной нацистами французской еврейской общины.

### Бахрейн
Немногочисленная еврейская община Бахрейна, в основном потомки эмигрантов, прибывших в страну в начале 1900-х годов из Ирака, составляла в 1948 году 600 человек. Ещё накануне голосования в ООН о статусе Палестины 29 ноября 1947 года, на 2-5 декабря была назначена демонстрация арабов. Два дня «демонстранты» ограничивались швырянием камней в евреев, но 5 декабря толпа в столице Манаме разграбила дома и магазины евреев, уничтожила единственную в городе синагогу, избивала попадавшихся на пути евреев и убила одну старую женщину.
Данное событие было скорее исключением для относительно спокойного Бахрейна. Эмиграция тамошней еврейской общины растянулась на десятилетия, большинство евреев уехало в Великобританию. К 2006 году в стране осталось только 36 евреев. В целом в стране сохраняется терпимое отношение к евреям. Один из местных предпринимателей, владелец компьютерного магазина Рубен Рубен, заявил: «95 % моих покупателей — коренные бахрейнцы, а наш клиент № 1 — правительство. Я никогда не ощущал никакой дискриминации».
Из оставшихся считаных евреев некоторые играют активную роль в общественной жизни. Ибрахим Ноно в 2002 был избран членом верхней палаты парламента, Консультативного совета. Еврейка возглавляет бахрейнское отделение международной правозащитной организации Human Rights Watch Society. В ходе выборов 2006 года одна из кандидатов, писательница Мунира Фахро, заявила: «В моём округе проживают 20—30 евреев. Я буду добиваться их благополучия».

### Египет

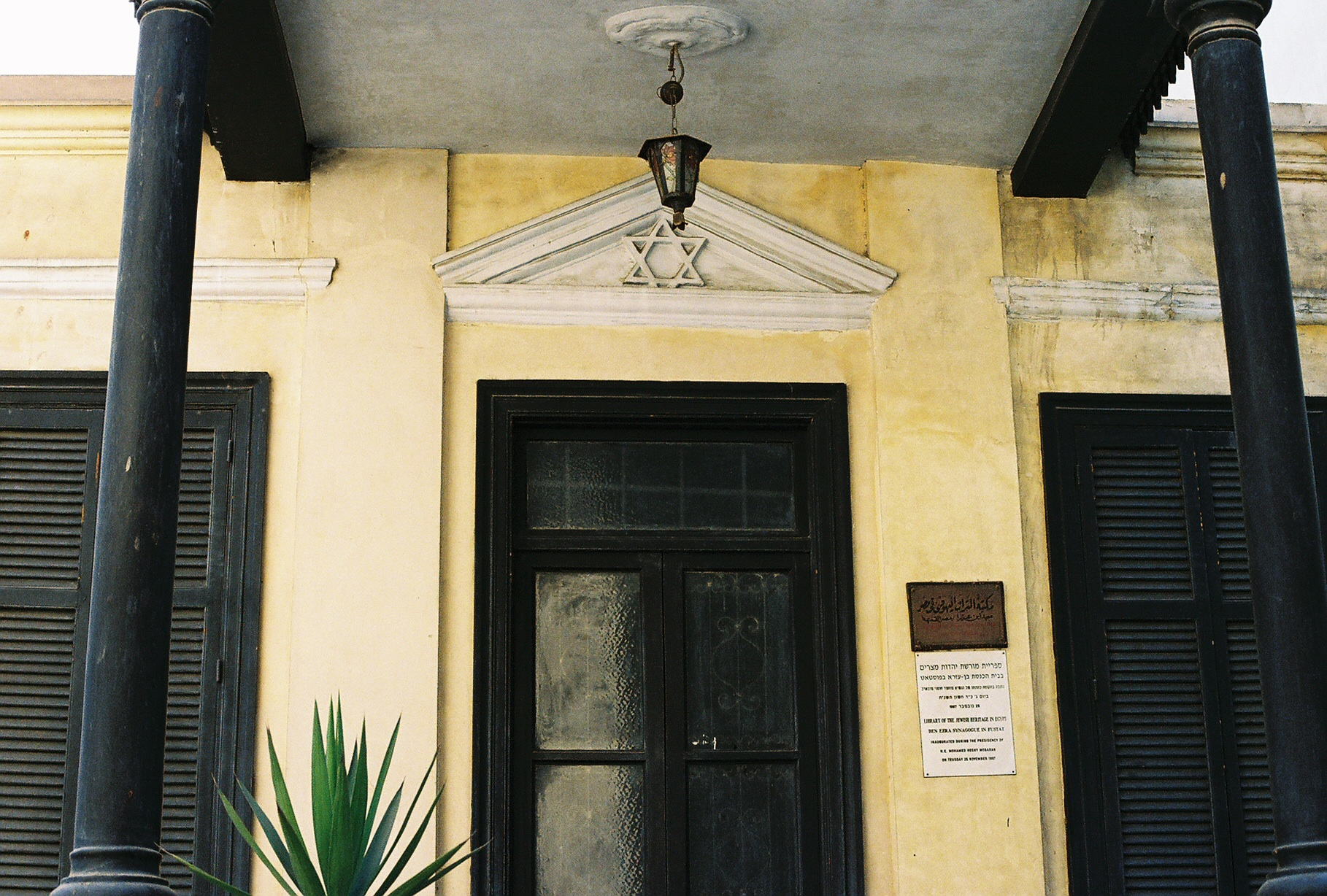
Синагога Ибн-Эзры в Каире

В 1948 году в Египте проживало около 75 тыс. евреев. К настоящему времени из них осталось около 100 человек, в основном в Каире. Современный Исход евреев из Египта начался после Каирского погрома (1945), но до 1948 он не принимал крупных масштабов. В июне 1948 бомбой, взорванной в караимском квартале Каира было убито 22 человека. В июле 1948 было совершено нападение на еврейские магазины и Каирскую синагогу и убито 19 евреев. Сотни евреев были арестованы, а их имущество конфисковано. К 1950 году Египет покинуло около 40 % еврейской общины страны.
В 1951 году было организовано массовое распространение книги «Протоколы сионских мудрецов» в переводе на арабский, что вызвало новые антисемитские эксцессы. В 1954 году дело Лавона послужило новым предлогом для нападений на евреев.
В октябре 1956 года, начав Суэцкий кризис, египетские власти арестовали около 1000 евреев и конфисковали около 500 принадлежавших им предприятий и магазинов. В мечетях Каира и Александрии было зачитано воззвание, где евреев называли «сионистами» и «врагами государства». Были конфискованы принадлежавшие евреям банковские счета, многие евреи потеряли работу. Евреям было запрещено работать юристами, инженерами, врачами и учителями. Тысячи евреев были вынуждены покинуть страну. Им разрешалось взять с собой 1 чемодан и немного денег, подписав дарственную на всю оставшуюся собственность в пользу египетского государства. Как сообщали иностранные наблюдатели, родственники уезжающих становились заложниками на случай, если уехавшие будут высказываться против египетского правительства. В период 1956—1957 годов страну покинуло около 25 тыс. евреев, уезжавших в Европу, США, Южную Америку и Израиль. Подобные же меры — изгнание с конфискацией имущества — египетские власти предприняли в отношении граждан Франции и Великобритании. К 1957 году еврейское население Египта уменьшилось до 15 тыс. человек.
В 1960 году Салах Дасуки, военный губернатор Каира, опубликовал статью, в которой часто ссылался на «Протоколы сионских мудрецов», в газете Ал-Маджалаа. В 1965 году правительство президента Насера выпустило на английском языке памфлет под названием «Израиль, враг Африки», и стало распространять его по англоговорящим странам Африки. Памфлет часто ссылался на «Протоколы» и книгу Г. Форда «Международный еврей» и убеждал читателя, что евреи — это обманщики, воры и убийцы. Во время Шестидневной войны (1967) многие евреи были арестованы и подверглись пыткам, а их дома были конфискованы.

### Ирак

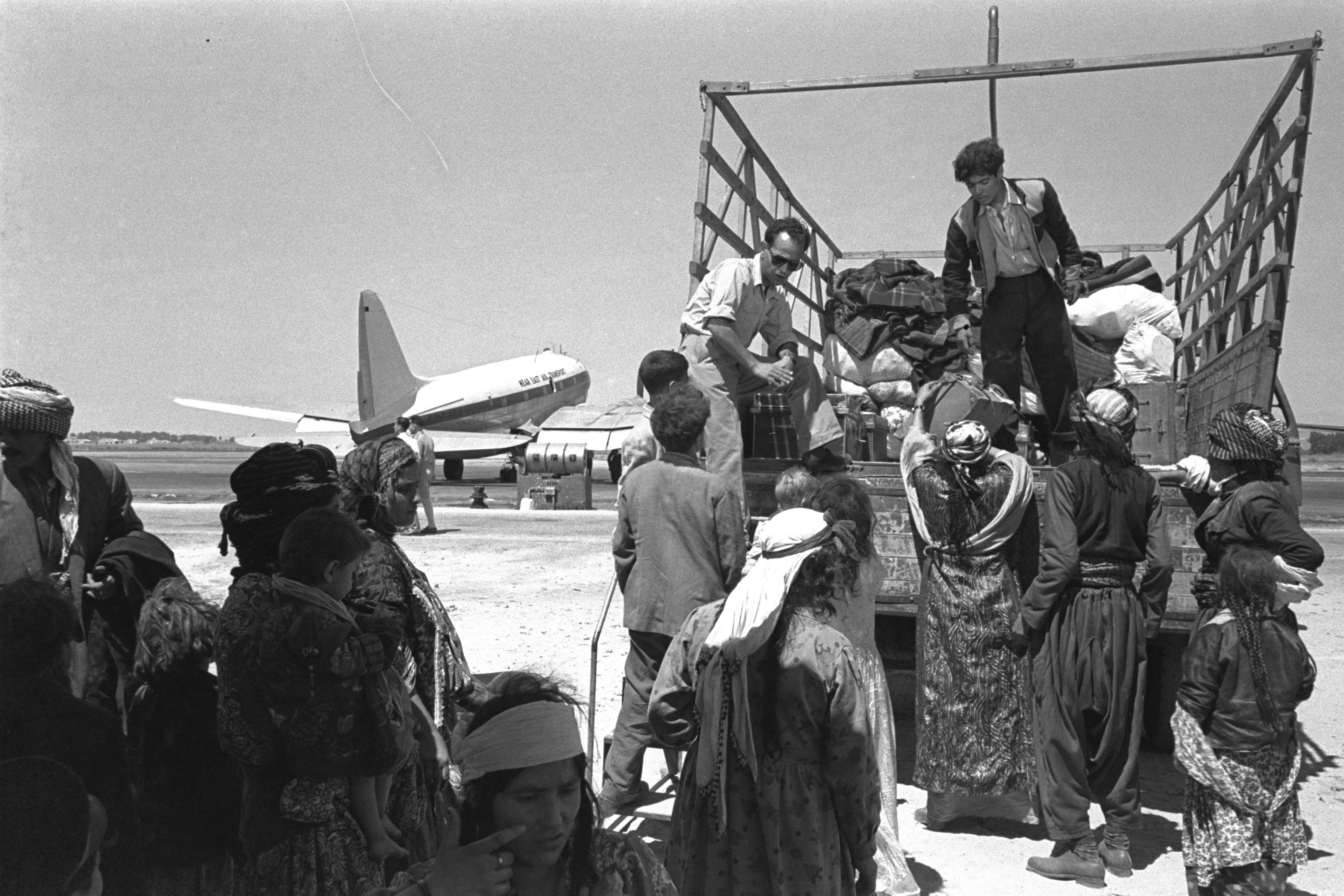
Иракские евреи выезжают из аэропорта Лод в Израиле на пути в транзитный лагерь (Маабара), 1951 год

В 1941 году в обстановке безвластия, когда в стране происходила борьба между пронацистской группировкой аль-Гайлани и пробританскими силами, в Багдаде вспыхнул погром («Фархуд»), в ходе которого было убито около 180 евреев и 240 ранено, разграблено 586 принадлежавших евреям предприятий и разрушено 99 еврейских домов.
К 1948 году в Ираке оставалось около 150 тыс. евреев, в основном в городах Багдад и Басра.
Как и большинство стран Лиги арабских государств, Ирак после 1948 года запретил еврейскую миграцию ссылаясь на то, что она может усилить государство Израиль. Вопреки запретам в 1949 году из Ирака бежало по 1000 евреев в месяц.
Пытаясь удержать под контролем утечку капиталов из страны, в марте 1950 года иракское правительство приняло закон сроком на 1 год, позволяя евреям эмигрировать при отказе от иракского гражданства. Всё имущество уезжавших передавалось иракскому государству. Первоначально Израиль затруднялся принять всех беженцев из Ирака, но затем начал операцию «Эзра и Нехемия» с тем, чтобы эвакуировать из Ирака как можно больше своих собратьев.
21 августа 1950 года иракский министр внутренних дел угрожал перевозившей евреев авиакомпании отобрать у неё лицензию, если она не будет вывозить по 500 евреев в сутки. 18 сентября 1950 премьер-министр Нури аль-Саид вызвал представителя еврейской общины и заявил ему, будто Израиль задерживает выезд из Ирака евреев, угрожая «депортировать их к границе».
Между апрелем 1950 и июнем 1951 года в Багдаде взорвались 5 бомб. Иракские власти арестовали 3 сионистских активистов, обвинив их во взрывах (двоих приговорили к смерти, одного к 10-летнему заключению). В мае-июне 1951 года в Ираке были обнаружены склады оружия сионистского подполья.
В 1969 году было казнено около 50 евреев, в том числе 11 публично. Были устроены массовые демонстрации с осуждением сионизма.
Еврейская община Багдада насчитывала в 2003 году 20 человек, в 2009 году 8 человек. Синагога и еврейское кладбище в Багдаде были закрыты в 2004. Другая синагога в портовом городе Басра была превращена в склад.

### Ливан

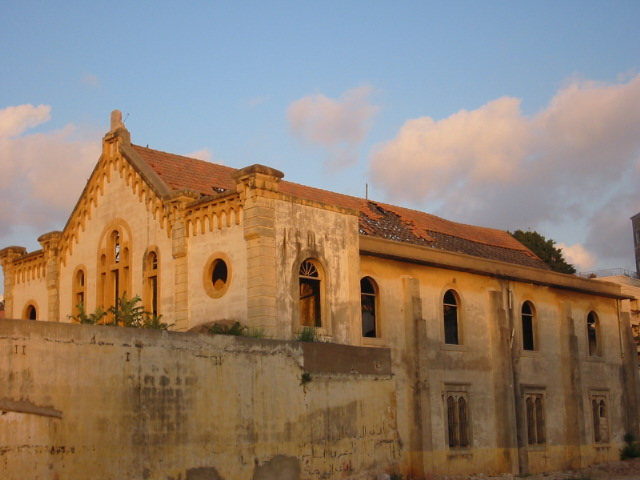
Синагога Маген-Авраам в Бейруте

Древнейшие еврейские общины обосновались на территории Ливана около 300 года до н. э. К 1948 году еврейское население страны составляло около 24000 человек. Наиболее крупные общины были в Бейруте и в селениях у подножья Ливанских гор: Дейр-эль-Камар, Барук, Бехамун и Хасбайя. Если до войны при французской администрации положение евреев улучшилось по сравнению с Османской Турцией, то во время режима Виши права евреев были существенно ограничены. После войны евреи поддержали независимость Ливана.
В отличие от других арабских стран, во время войны за независимость Израиля еврейская община страны не подвергалась преследованиям. Более того, после 1948 года Ливан был единственной арабской страной, где еврейская община не уменьшалась, а росла, в основном из-за притока еврейских беженцев из Сирии и Ирака.
Несмотря на это, после 1948 года антиеврейские настроения в стране усилились. К 1967 году многие из здешних евреев эмигрировали в США, Канаду, Францию и Израиль. Много евреев пострадало во время гражданской войны в Ливане (1975—1990). В 1971 году сирийскими агентами был похищен 69-летний Альберт Элия, генеральный секретарь ливанской еврейской общины. Он был заключён в сирийскую тюрьму и подвергся пыткам наряду с рядом сирийских евреев, которые пытались покинуть страну. Сирийский правитель Хафез Асад отказался выпустить его даже по ходатайству посланника ООН принца Садруддина Ага Хана. В 1980-е годы Хезболла похитила ряд еврейских предпринимателей Ливана. Согласно спискам избирателей муниципальных выборов 2004 года, в них участвовал только один еврей-избиратель. В настоящее время остатки еврейской общины Ливана насчитывают от 20 до 40 человек.

### Ливия
В ноябре 1945 года в Триполи произошла серия погромов. В течение нескольких дней было убито более 130 евреев, в том числе 36 детей, ранено несколько сот, бездомными осталось 4000 человек и 2400 было разорено. Также были разрушены 5 синагог в Триполи и 4 в других городах Ливии В июне 1948 г. произошла новая серия погромов, в ходе которых было убито 15 евреев и разрушено 280 еврейских домов.
В 1948 году в Ливии жило около 38 тыс. евреев. В период между провозглашением Государства Израиль в 1948 и независимостью Ливии в декабре 1951 года свыше 30 тыс. евреев эмигрировали в Израиль. В 1967 году во время Шестидневной войны еврейское население, которое к тому времени составляло всего 4 тысячи человек, вновь подверглось погромам, в ходе которых 18 человек было убито и многие были ранены. Ливийское правительство потребовало от евреев «временно» покинуть страну, позволив каждому взять с собой 1 чемодан и денежный эквивалент 50 долларов США. В июне и июле 1967 через Италию 1300 человек выехали в Израиль, 2200 остались в Италии и ещё несколько сот отправились в США. В Ливии остались лишь немногие.
В 1970 году диктатор Каддафи выпустил новые законы, по которым всё имущество евреев отбиралось в обмен на облигации сроком на 15 лет, однако при наступлении срока евреи не получили ничего: Каддафи объяснил, что «поддержка евреями Израиля лишила их права на их имущество».
Хотя главная синагога Триполи была отреставрирована в 1999 году, она остаётся закрытой для религиозной службы. Последняя еврейка Ливии, Эсмеральда Мегнаги, умерла в феврале 2002 года. В настоящее время в Израиле проживают около 40 тыс. евреев ливийского происхождения.

### Марокко

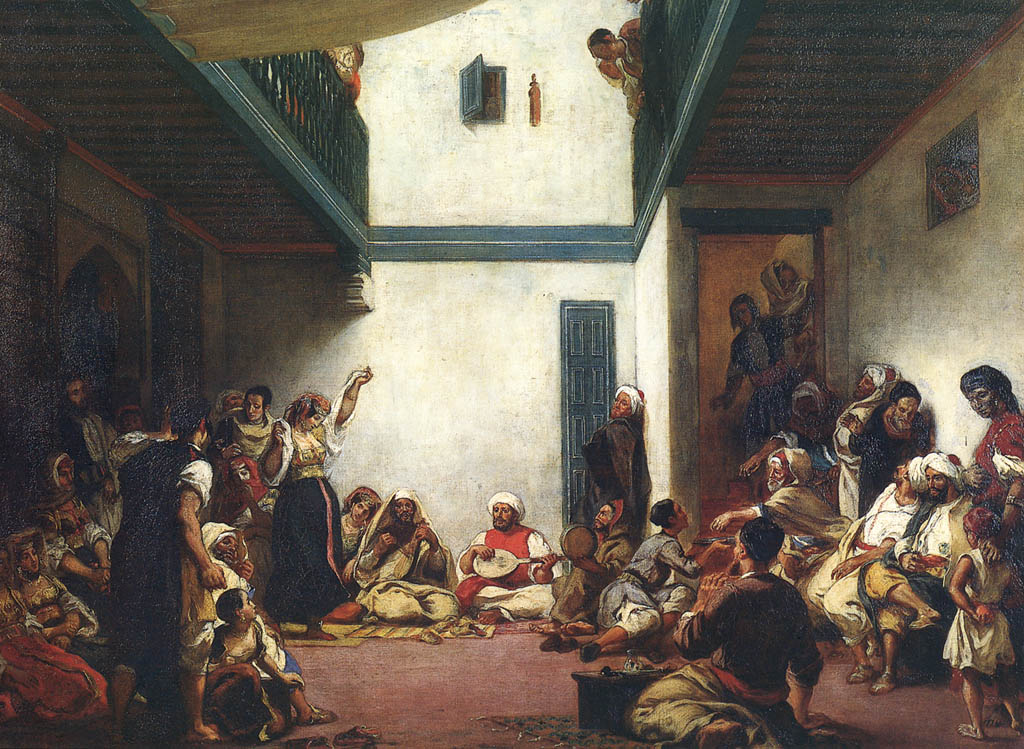
Еврейская свадьба в Марокко. Эжен Делакруа, Лувр, Париж

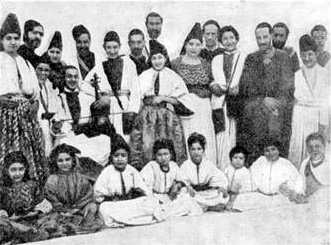
Евреи города Фес, около 1900 года

Во время 2-й мировой войны режим Виши в Марокко установил дискриминационные законы против евреев. В частности, евреям запрещалось получать какие-либо кредиты, они были изгнаны из районов, населённых европейцами, были установлены ограничения на занятие евреями определённых должностей и профессий, в частности, юристов и медиков. Султан (1927—1961) Мухаммед V выразил своё личное неприятие вишистских антиеврейских законов и заверил лидеров марокканской еврейской общины, что никогда не посягнёт «ни на них лично, ни на их имущество», хотя существуют сомнения в его активной позиции в этом вопросе.
В июне 1948 года вскоре после провозглашения образования государства Израиль и в середине первой арабо-израильской войны, произошли погромы в городах Уджда и Джерада, в ходе которых были убиты 44 еврея. Вскоре после погрома в 1948—1949 году из Марокко в Израиль выехало 18 тыс. евреев. Хотя эмиграция продолжалась и в последующие годы, её скорость упала до нескольких тысяч человек в год. В начале 1950-х годов сионистские организации поощряли миграцию.
В 1956 году бывший французский протекторат Марокко получил независимость. Евреи заняли ряд важных постов в независимой стране; в частности, трое стали депутатами парламента, а один, Леон Бенсакен, на короткое время стал министром почты и телеграфа (хотя после него ни один еврей в кабинет министров не входил). Несмотря на весьма дружественное отношение к евреям на уровне правительства, в нижних слоях населения царили иные настроения, от традиционной настороженности до вражды. Рост общеарабского сознания среди марокканцев, и как следствие, сочувствие противникам Израиля и возрастающее давление на традиционные еврейские учебные заведения, усиливали опасения евреев. В результате эмиграция выросла с 8171 человек в 1954 году до 24 994 в 1955 и ещё более усилилась в 1956.
В 1956—1961 годах эмиграция в Израиль была запрещена законом, однако продолжалась тайно: в ходе её Марокко покинули ещё 18 тыс. евреев. 10 января 1961 года судно, перевозившее еврейских беженцев, затонуло у северного побережья Марокко. Негативная реакция мировой общественности заставила короля Мухаммеда V вновь разрешить еврейскую эмиграцию. В течение трёх последующих лет страну покинуло более 70 тыс. евреев. К 1967 году в стране оставалось только 50 000 евреев.
Шестидневная война 1967 года усилила враждебность арабов к евреям в Марокко, откуда продолжилась миграция евреев. К началу 1970-х годов еврейская община уменьшилась до 25000 человек. Евреи продолжали выезжать во Францию, Бельгию, Испанию и Канаду.
Несмотря на всё уменьшающуюся численность, евреи до сих пор играют важную роль в жизни Марокко. Старшим королевским советником является еврей Андре Азулай. Еврейские школы и синагоги получают государственные субсидии. В то же время, исламистские группы угрожают евреям в стране, а в 2003 году несколько человек стали жертвами взрывов в Касабланке. Покойный король (1961—1999) Хасан II неоднократно призывал эмигрировавших евреев вернуться, но его советам никто не внял.
Если в —1948 году в Марокко жило свыше 250 000—265 000 евреев, то в 2000 году их осталось всего 5230 человек (по оценкам).

### Судан
Еврейская община в Судане в основном населяла его столицу Хартум, со второй половины 19 века. К середине 20 века община составляла около 350 евреев, в основном сефардского происхождения. Существовала синагога и еврейская школа. В 1948—1956 годах довольно много евреев покинули страну и к началу 1960-х община перестала существовать.

### Сирия

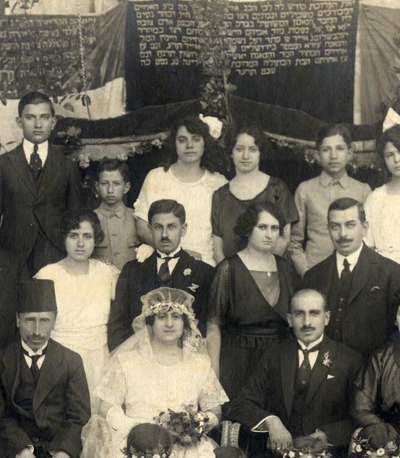
Еврейская свадьба в Алеппо, Сирия, 1914.

В 1947 погромщики сожгли еврейский квартал города Алеппо, убив 75 человек. Вскоре Алеппо покинула примерно половина его еврейского населения. В 1948 году в Сирии оставалось около 30 тыс. евреев. Правительство Сирии наложило на евреев ряд ограничений, в том числе на эмиграцию. В течение нескольких следующих десятилетий многим евреям удалось бежать при содействии активистов, в частности, Джуди Фельд Карр, которые помогали тайно вывезти евреев за границу, а также привлекали мировое внимание к их положению.
После войны 1967 года положение оставшихся в Сирии евреев стало катастрофическим. Власти проводили регулярные произвольные аресты еврейского населения, в их удостоверениях личности было написано «еврей» и им запрещено было удаляться более, чем на 3 мили от своего дома. Известны случаи когда сирийские полицейские насиловали, а потом убивали еврейских девушек.
Вслед за Мадридской конференцией (1991) США стали оказывать давление на правительство Сирии с тем, чтобы последнее ослабило ограничения, налагаемые на евреев. На Пасху 1992 года сирийское правительство начало выдавать евреям некоторое количество выездных виз при условии, что те эмигрируют не в Израиль. На тот момент в стране проживало несколько тысяч евреев. К началу XXI века в стране осталось всего несколько сот евреев, прочие эмигрировали в основном в США и Израиль. В настоящее время крупная и активная община евреев сирийского происхождения проживает в Южном Бруклине, Нью-Йорк. В 2004 году правительство Сирии попыталось наладить отношения с эмигрантами, и весной того же года страну посетила делегация евреев выходцев из Сирии.

### Тунис

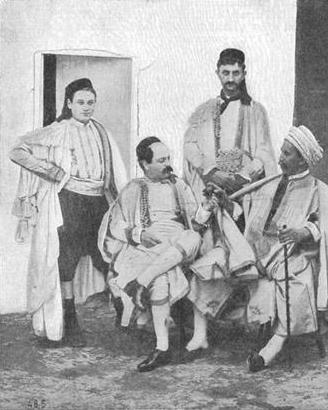
Тунисские евреи, около 1900.Из Еврейской энциклопедии.

В 1948 году в Тунисе жило около 105 тыс. евреев. В настоящее время (2010) община насчитывает не более 1500 человек — в основном на острове Джерба, в городах Тунис и Зарзис. Вскоре после получения Тунисом независимости от Франции (1956) антисемитская политика правительства привела к массовой эмиграции евреев: примерно половина выехала в Израиль, а вторая половина во Францию. В 1967 году в результате победоносной для Израиля войны, нападки на евреев усилились, а эмиграция во Францию и Израиль ускорилась. Заметные нападения на евреев имели место в 1982, 1985 и в 2002 году, когда Аль-Каида устроила взрыв бомбы у синагоги на острове Джерба, убивший в основном немецких туристов, всего 21 человек.

### Йемен, Аден, Джибути

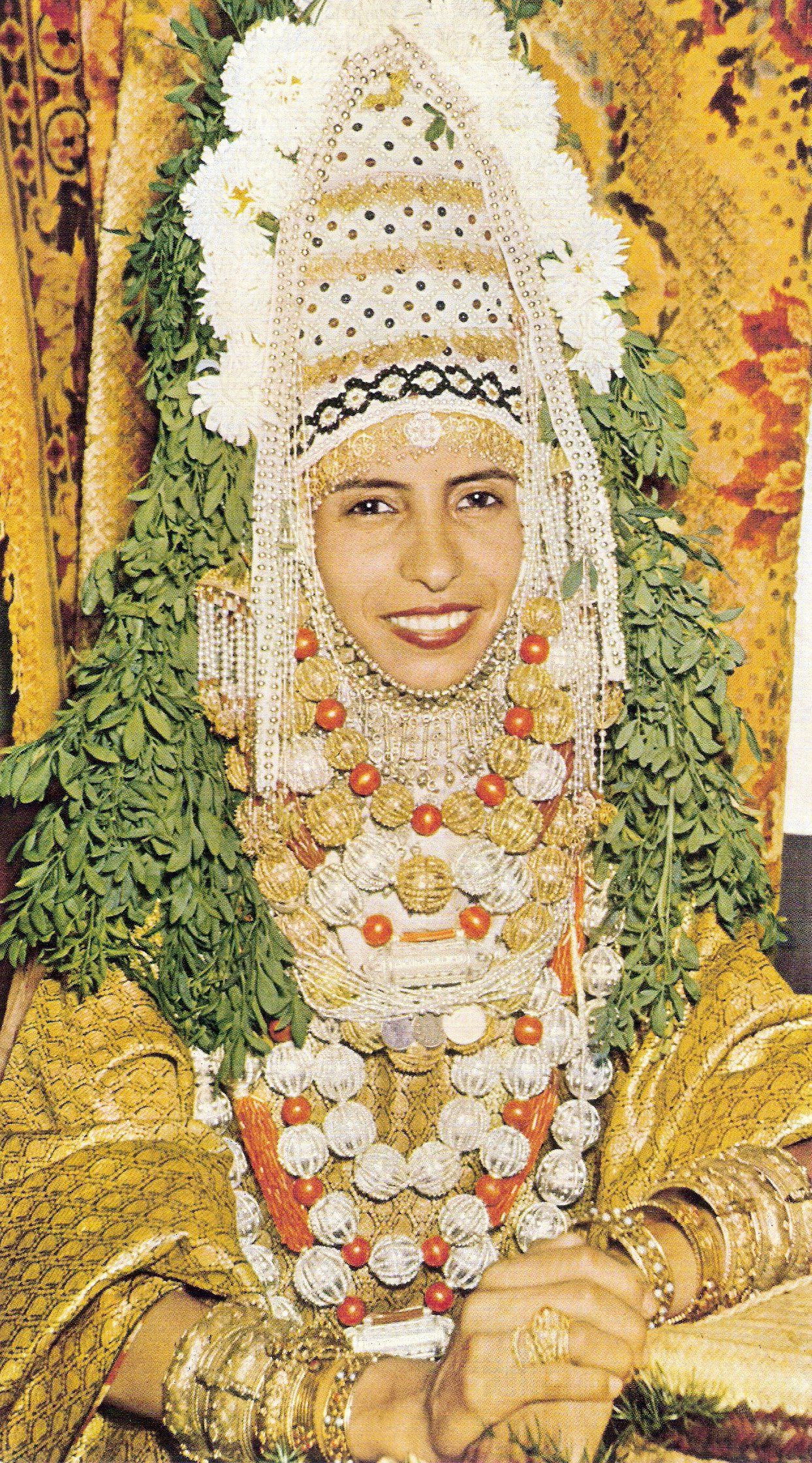
Невеста в традиционном йеменском еврейском свадебном наряде.

На землях, образующих современный Йемен, в 1948 году жили около 63 тыс. евреев. К началу XXI века из них осталось всего 200 человек. В 1947 году в городе Аден погромщики убили не менее 80 человек. В 1948 году новый имам зейдитов Ахмед ибн Яхъя разрешил евреям покинуть Йемен. Израильское правительство организовало операцию «Волшебный ковёр», в ходе которой в 1949—1950 из Йемена в Израиль было эвакуировано около 44 тыс. евреев. Репатриация продолжалась до 1962 года, когда началась гражданская война в Йемене.

### Еврейское население в арабских странах, 1948—2008

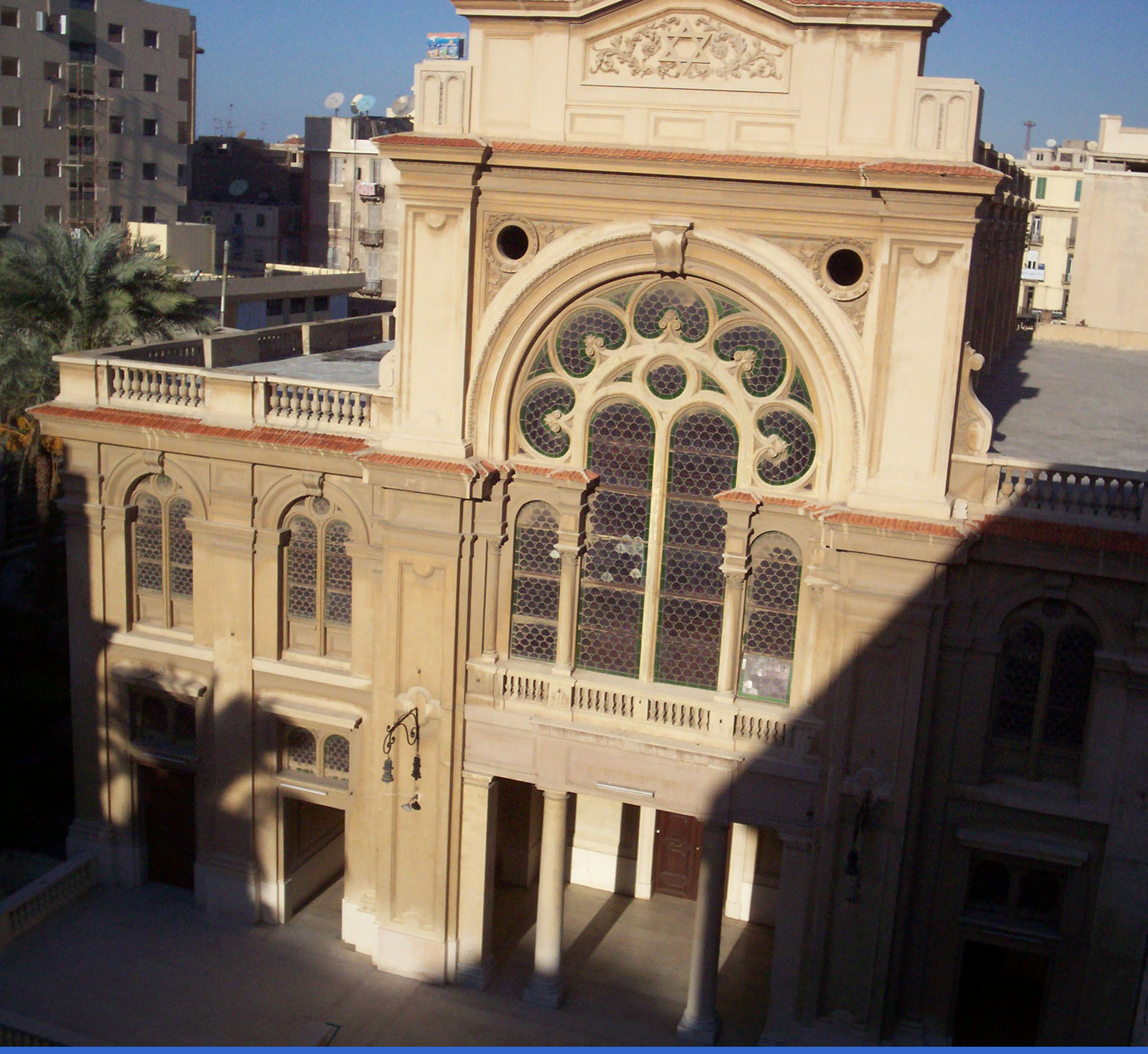
Синагога Илии пророка в Александрии, Египет.

В 1948 году еврейское население в арабских странах составляло, по разным оценкам, от 758 тыс. до 881 тыс. человек (см. таблицу ниже). К настоящему времени (2008) там осталось не более 8600 евреев. В ряде арабских стран, таких, как Ливия, где еврейская община составляла до 3 % населения, к настоящему времени евреев нет вовсе; в других еврейская община составляет не более нескольких сот человек.
| Страна или территория      | 1948                                      | 1972                                | 2001    | 2008                     |
| -------------------------- | ----------------------------------------- | ----------------------------------- | ------- | ------------------------ |
| Южный Йемен                | 8000                                      |                                     | ~0      | ~0                       |
| Алжир                      | 140 000                                   | 1000                                | ~0      | ~0                       |
| Бахрейн                    | 550—600                                   |                                     | 36      | около 50                 |
| Египет                     | 75 000—80 000                             | 500                                 | ~100    | 100 в 2006 году          |
| Ирак                       | 135 000—140 000                           | 500                                 | ~200    | менее 100 7-12 в Багдаде |
| Ливан                      | 5000—20 000                               | 2000                                | < 150   | 20-40 только в Бейруте   |
| Ливия                      | 35 000—38 000                             | 50                                  | 1       | 0                        |
| Марокко                    | 250 000—265 000                           | 31 000                              | 5230    | 3000 в 2006 году         |
| Палестина (Западный берег) | 10 000 (упало до 0 после войны 1948 года) | (новый приток еврейских поселенцев) |         |                          |
| Судан                      | 350                                       |                                     | ~0      | ~0                       |
| Сирия                      | 15 000—30 000                             | 4000                                | ~100    | 100 в 2006 году          |
| Тунис                      | 50 000—105 000                            | 8000                                | ~1000   | 1100 в 2006 году, оценка |
| Йемен                      | 45 000—55 000                             | 500                                 | 400—600 | 330-350                  |
| Всего                      | 758 350—881 350                           |                                     | <7300   | <6400                    |

## Исход из неарабских мусульманских стран

### Афганистан
В 1948 году в Афганистане оставалось всего 5 тыс. евреев. Хотя до 1950 года евреев не выпускали из Афганистана, с июня 1948 до июня 1950 года 459 евреям удалось выехать в Израиль (в основном через Иран или Индию, куда они бежали ещё в 1944 году). С конца 1951 года была разрешена эмиграция евреев, и к 1967 году число переселившихся в Израиль афганских евреев достигло 4 тысяч. По оценочным данным, в 1969 году в Афганистане оставалось около 300, а в 1973 — около 200 евреев.
Военный переворот 1973 года, в результате которого Афганистан был провозглашен республикой, государственный переворот 1978 года, совершенный Народно-демократической партией, вторжение советских войск в 1979 году привели к тяжелой и затяжной гражданской войне. Большинство еврейского населения покинуло страну. В 1995 году по оценке в Афганистане жили 10 евреев, все в Кабуле. В ноябре 2001 года после освобождения Кабула войсками Северного альянса при поддержке США в городе оставались два пожилых еврея, хранители синагоги. Один из них умер в январе 2005 года, оставив Зевулона Симантова последним евреем в Афганистане. В 2021 году и Симинтов покинул страну, переехав, по некоторым данным, в США
Более 10 тысяч афганских евреев живёт сейчас в Израиле. Около 200 семей — в Нью-Йорке (США).

### Иран
К моменту провозглашения Государства Израиль в 1948 году в Иране жили около 140 000—150 000 евреев. Это был исторический центр персоязычного еврейства, ветвями которого были горские евреи на Кавказе, бухарские евреи в Средней Азии и ряд других субэтнических групп. С тех пор около 85 % евреев эмигрировали либо в Израиль, либо в США. Миграция особенно ускорилась после Исламской революции (1979), когда число евреев в Иране сократилось со 100 000 до примерно 40 000 человек.
16 марта 1979 года Хабиб Элганиан, почётный руководитель еврейской общины, был арестован и обвинён в коррупции, контактах с Израилем и сионизме, «дружбе с врагами Аллаха», «войне против Аллаха и его посланника» и «экономическом империализме». Исламский трибунал приговорил его к смерти; приговор был исполнен 8 мая. В ходе исламской революции ещё 16 евреев было казнено по обвинению в «шпионаже».
Оценки современного еврейского населения Ирана разнятся. В середине и конце 1980-х годов их численность составляла около 20 000-30 000 человек, поднявшись до 35 000 в середине 1990-х, в основном благодаря высокой рождаемости и тому, что евреев не призывали в армию в ходе ирано-иракской войны. В настоящее время (2010) число евреев в Иране составляет менее 40 000 человек, из них около 25 000 в Тегеране. До настоящего времени еврейская община Ирана остаётся второй после Израиля среди стран Ближнего Востока.
Правители Исламской республики неустанно призывают к уничтожению Израиля, утверждая при этом, что они «не против евреев, а против сионистов». В подтверждение этого тезиса постоянно указывают на 1 еврея в составе иранского парламента (до 2000 г. Манучехр Эльяси, в 2000—2008 Морис Мотамед, затем Сиамак Мосадек), выпускаются фильмы и книги о «терпимости к евреям, но не к сионистам» (сериал «Поворот на ноль градусов»). В то же время, иранские евреи подвергаются ежедневной дискриминации в обществе и в бюрократических структурах. Руководителей еврейских школ, которые обязаны работать по субботам, назначает исламское руководство. Иранское правительство организует «антисионистские мероприятия», такие как конкурс карикатур о Холокосте.

### Малайзия

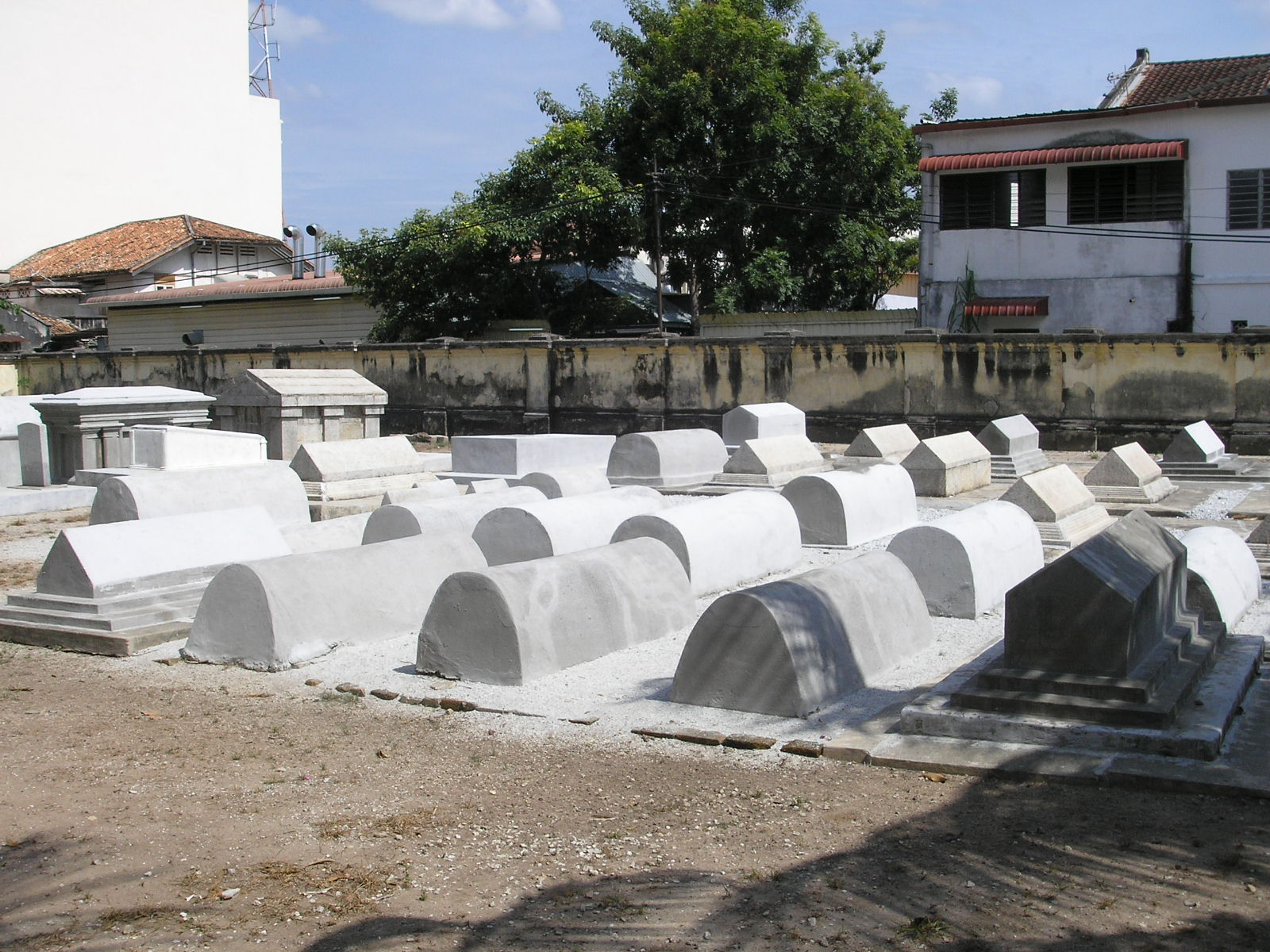
Еврейское кладбище в Пенанге, Малайзия.

В XIX—XX вв. в Малайзии проживало всего несколько десятков еврейских семей. Если не считать репрессий со стороны японцев в годы войны, они не испытывали на себе заметных ограничений, хотя правительство Малайзии периодически выступает с антиизраильской риторикой.

### Пакистан
По переписи 1881 года, на территории современного Пакистана проживало 153 еврея — все в области Синдх. К 1919 году число евреев увеличилось примерно до 650, возможно, в связи с миграцией из охваченной Гражданской войной Средней Азии. К 1947 в Синдхе было около 2500 евреев, большинство проживало в Карачи.
Первая массовая миграция евреев из Пакистана имела место сразу же после провозглашения независимого государства Израиль в 1948 году.
В своём выступлении на Второй международной встрече лидеров исламских стран в (1974) премьер-министр Зульфикар Али Бхутто заявил: «Мы не держим зла по отношению к евреям как к народу, но отказываемся быть гостеприимными по отношению к сионистам, заражённым милитаризмом и технологическим чванством». Последняя синагога в Карачи, Маген Шалом, была снесена в 1980-е годы при режиме Зия уль-Хака — на её месте был построен торговый центр.
Большинство евреев — выходцев из Карачи в настоящее время живут в израильском городе Рамла. Они построили синагогу, названную Маген-Шалом (Защитник мира) в честь снесённой синагоги в Карачи.
В сентябре 2005 прошла встреча министров иностранных дел Пакистана и Израиля в Стамбуле, но дипломатические отношения между двумя странами доныне (2015) отсутствуют.

### Турция

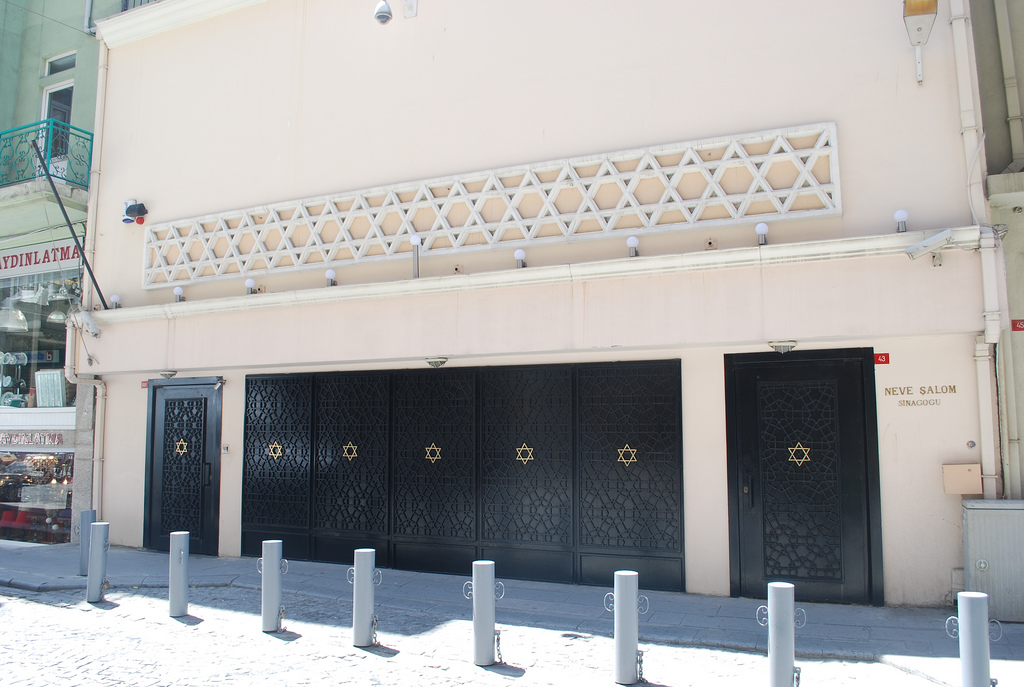
Синагога Неве-Шалом, сооружённая в 1951 году в Стамбуле.

К моменту провозглашения Турецкой Республики (1923) на её территории жило 200 тысяч евреев, в том числе 100 тысяч в Стамбуле. Евреи получили гражданское равноправие, однако в дальнейшем погромы и преследования привели к массовой эмиграции и численность еврейской общины сократилась в 10 раз.
С 1948 по 1955 год примерно 37 тысяч евреев Турции переселились в Израиль. На все этнические и религиозные меньшинства власти оказывали давление, требуя перейти на турецкий язык, в том числе в быту.
В ходе Стамбульского погрома в ночь с 6 на 7 сентября 1955 года, направленного в основном против греков и армян, был причинён ущерб, в основном материальный, также и евреям. В целом было сожжено и разграблено около 4000 магазинов и 1000 частных домов, принадлежавших армянам, грекам и евреям. Вскоре после погрома страну покинуло около 10 000 евреев.
На конец 2009 года в Турции проживала одна из самых многочисленных еврейских общин в исламском мире — 23 тысячи человек. Это составляет лишь чуть более 0,03 % населения страны. К сентябрю 2010 численность общины сократилась до 17 тысяч человек за счёт репатриации в Израиль. Большинство из них живёт в Стамбуле.

### Еврейское население в неарабских исламских странах, 1948—2008
| Страна или территория | Еврейское население, 1948                | Еврейское население, 1972 | Еврейское население, 2001 | Еврейское население, 2008                          |
| --------------------- | ---------------------------------------- | ------------------------- | ------------------------- | -------------------------------------------------- |
| Афганистан            | 5000                                     | 500                       |                           | 1                                                  |
| Бангладеш             | Неизвестно                               |                           |                           | от 175 человек до 3500                             |
| Иран                  | 70 000—120 000, 100 000, 140 000—150 000 | 80 000                    |                           | 10 800 в 2006 году                                 |
| Иранский Курдистан    | 50 000                                   |                           |                           | Небольшое количество в городах Санандадж и Мехабад |
| Пакистан              | 2000—2500                                | 250                       |                           | Около 200 человек в Карачи                         |
| Турция                | 80 000                                   | 30 000                    |                           | 17 000 в 2010 году                                 |
| Всего                 | 202 000—282 500                          |                           |                           | 32 000                                             |

## Абсорбция еврейских мигрантов
Израильские марки, посвящённые Всемирному году беженца (1960)
Число еврейских беженцев из арабских стран оценивается разными источниками примерно 800—900 тысяч человек, оставленное ими имущество — от 100 до 300 миллиардов долларов. В частности, «World Organization of Jews from Arab Countries» (WOJAC) приводит следующую статистику по численности еврейского населения и беженцам из арабских стран:
| Страна       | Евреев в 1948 году | Евреев к 2004 году | Число репатриантов в Израиле | Год учёта репатриантов |
| ------------ | ------------------ | ------------------ | ---------------------------- | ---------------------- |
| Алжир        | 140 000            | 0                  | 110 000                      | 1960                   |
| Египет       | 100 000            | 90 или менее       | 90 000                       | 1948—1956              |
| Ирак         | 150 000            | 11                 | 125 000                      | 1947—1951              |
| Йемен и Аден | 80 000             | 500 или менее      | 110 000                      | 1948                   |
| Ливан        | 6000               | 0                  | 1000                         | 1948                   |
| Ливия        | 35 000             | 0                  | 33 000                       | 1975                   |
| Марокко      | 300 000            | 4000 или менее     | 250 000                      | 1949                   |
| Сирия        | 40 000             | 100                | 35 000                       | 1948                   |
| Тунис        | 100 000            | 500 или менее      | 75 000                       | 1950                   |
| Всего        | 951 000            | 5400 или менее     | 794 000                      |                        |

По данным Центрального статистического бюро Израиля число иммигрантов из арабских и мусульманских стран Азии и Африки с 1948 по 2007 годы составляет 765 тысяч человек.
|                | 1948—1951 | 1952—1960 | 1961—1971 | 1972—1979 | 1980—1989 | 1990—1999 | 2000—2007 | Всего   |
| -------------- | --------- | --------- | --------- | --------- | --------- | --------- | --------- | ------- |
| Иран           | 21 910    | 15 699    | 19 502    | 9550      | 8487      |           | 1606      | 76 754  |
| Афганистан     | 2303      | 1106      | 516       | 132       | 57        |           | 11        | 4125    |
| Турция         | 34 547    | 6871      | 14 073    | 3118      | 2088      | 1095      | 669       | 62 461  |
| Ливан          | 235       | 846       | 2208      | 564       | 179       |           | 36        | 4068    |
| Сирия          | 2678      | 1870      | 3121      | 842       | 995       |           | 31        | 9537    |
| Ирак           | 123 371   | 2989      | 3509      | 939       | 111       |           | 202       | 131 121 |
| Йемен          | 48 315    | 1170      | 1066      | 51        | 17        |           | 57        | 50 676  |
| Ливия          | 30 972    | 2079      | 2466      | 219       | 66        |           | 29        | 35 831  |
| Египет и Судан | 16 024    | 17 521    | 2963      | 535       | 352       | 176       | 131       | 37 702  |
| Марокко        | 28 263    | 95 945    | 130 507   | 7780      | 3809      | 2623      | 1890      | 270 817 |
| Алжир          | 3810      | 3433      | 12 857    | 2137      | 1830      | 1317      | 1664      | 27 048  |
| Тунис          | 13 293    | 23 569    | 11 566    | 2148      | 1942      | 1251      | 1584      | 55 353  |
| Всего          | 325 721   | 173 098   | 204 354   | 28 015    | 19 933    | 6462      | 7910      | 765 493 |

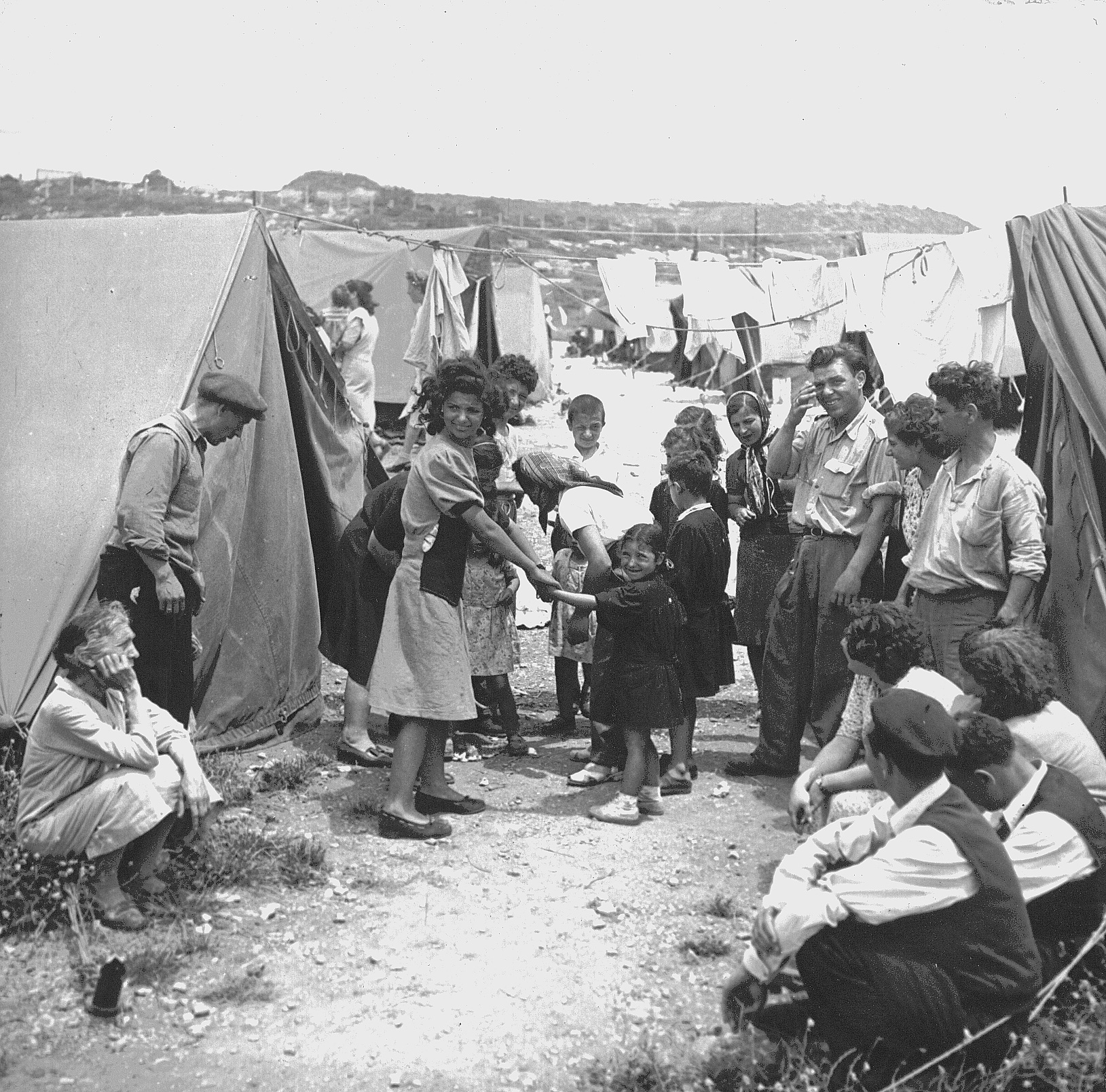
Транзитный лагерь Маабарот, 1950

Шестидневная война (1967) привела к резкому уменьшению и без того малочисленных к тому времени еврейских общин в арабских странах, вплоть до их полного исчезновения. Численность евреев в арабо-мусульманских странах упала с более чем 800 000 в 1948 до примерно 16 000 в 1991 году. Большинство этих евреев эмигрировало в государство Израиль. К 2003 году число этих евреев и их потомков (в том числе от браков с представителями других еврейских общин) составило 3 136 436 человек, или около 61 % населения Израиля.
По состоянию на 2011 год численность еврейских беженцев из мусульманских стран и их потомков в Израиле составляет, по оценкам, 3,5-4 млн. Также немалая часть евреев из Северной Африки живёт во Франции — это около половины (300 000 человек) всех евреев Франции.

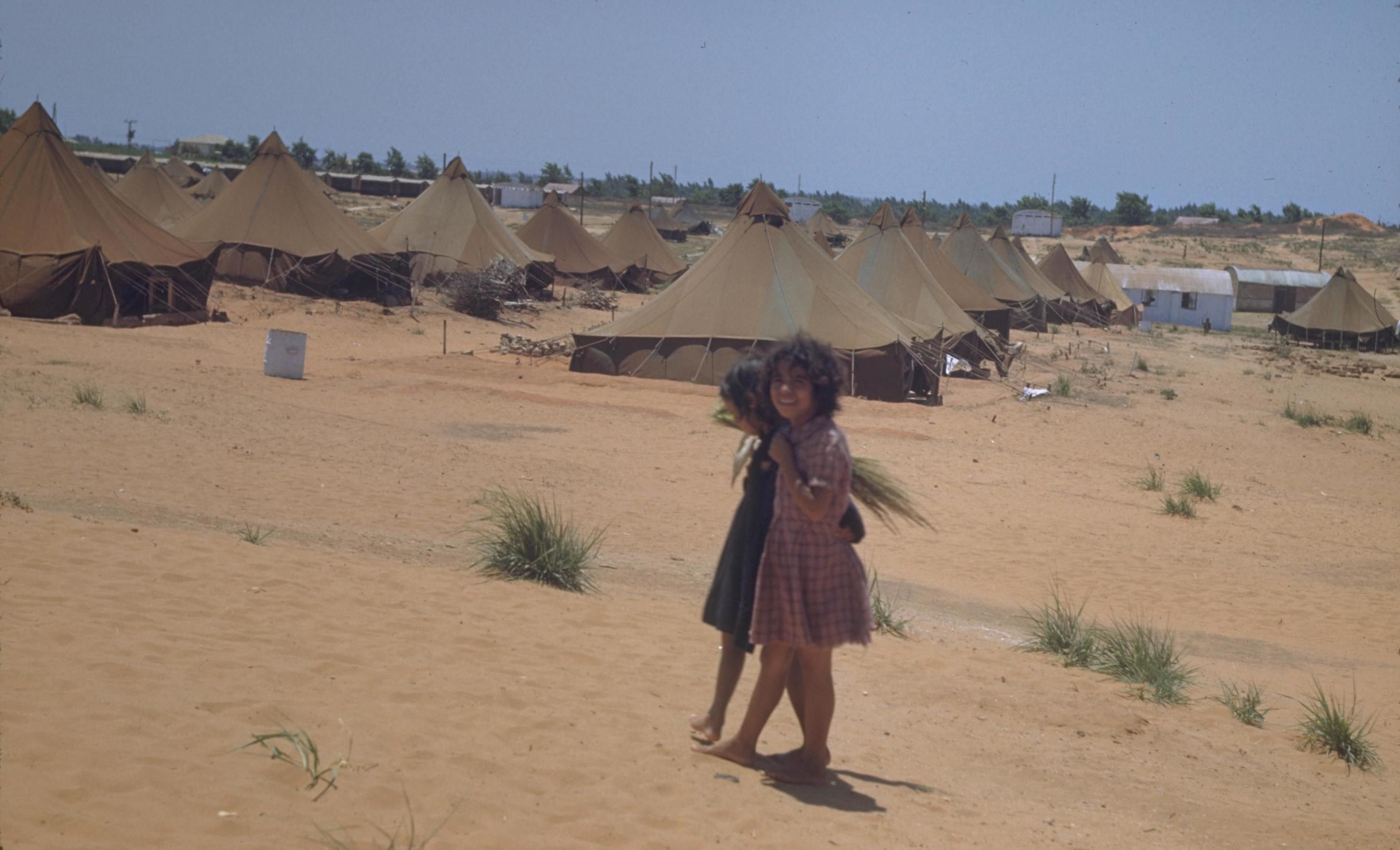
Транзитный лагерь Бейт-Лид Маабара. Израиль, 1950

Из примерно 900 000 еврейских беженцев примерно 680 000 репатриировались в Израиль, остальные направились в Европу (в основном во Францию) и в США. Сотни тысяч еврейских беженцев в Израиле были поселены во временных транзитных лагерях, называемых «маабара» (множественное число «маабарот»). Эти лагеря существовали до 1963 года. Жители этих лагерей постепенно нашли своё место в обществе Израиля.
По данным радиостанции «Би-би-си» к 2003 году из 150 тысяч евреев, живших в Ираке, осталось 34 человека, 6 из них в июле 2003 года смогли репатриироваться в Израиль.
Президент WOJAC Хаскель Хаддад утверждает, что собственность еврейских беженцев в арабских странах — 100 тысяч квадратных километров земли, то есть в 3,5 раза больше, чем вся территория Израиля, включая Голанские высоты, Газу и Иудею и Самарию. Большая часть этой территории находится в Ираке, Египте и Марокко.
В арабской прессе приводится статистика, согласно которой до 1948 года в арабских странах за пределами Палестины проживало около 800 тысяч евреев. Почти все они были вынуждены уехать, а их имущество было конфисковано.

## Еврейская «накба»
В ответ на использование палестинской пропагандой термина «накба» израильские источники стала применять термин «еврейская накба» для описания преследования евреев в арабских странах в годы, последовавшие за созданием государств Израиль. Этот же термин используют и ряд других источников.
Профессор-социолог Ада Аарони, председатель «Всемирного конгресса евреев из Египта», в своей статье «Как насчёт еврейской накбы?» («What about the Jewish Nakba?»), пишет о том, что публикация правды об изгнании евреев из арабских стран может улучшить подлинный процесс примирения, поскольку позволит палестинцам понять, что они не единственные пострадавшие в этом конфликте, и их чувство «жертвенности и отвергнутости» пойдёт на спад.
Доктор социологии Иуда Шенхав, напротив, называет аналогию между исходом евреев из арабских стран и исходом арабов из Палестины «безосновательной» и «аморальной» и полагает, что эта аналогия сокращает возможности «еврейско-арабского примирения».
Тем не менее, начиная с 2002 года, организации еврейских беженцев из арабских стран начали активную кампанию за признание своих прав на компенсацию за отнятое и утраченное имущество.
В 2012 году эта тема стала активно обсуждаться МИД Израиля, в том числе, и в ООН.

## Право на компенсацию
Официальная позиция правительства Израиля состоит в том, что евреи покинули арабские страны как беженцы, и имеют право на компенсацию или возврат собственности, утраченной ввиду преследований и конфискаций в ходе вынужденной миграции.
В 2008 году партия ортодоксальных сефардов, «Шас», объявила, что будет добиваться компенсации для еврейских беженцев из арабских стран.
В 2009 году депутат Нисим Зеэв (партия «Шас») внес в Кнессет законопроект о том, чтобы требование компенсации еврейским беженцам со стороны современных граждан Израиля стало неотъемлемой частью любых будущих мирных переговоров. В феврале 2010 года этот законопроект был принят в первом чтении. Незадолго до этого Палата представителей Конгресса США приняла (2008) документ, требующий, чтобы термин «беженцы» в ходе мирных переговоров на Ближнем Востоке распространялся не только на арабов, но также на евреев и христиан.
Многие источники в Израиле и за его пределами полагают, что существует прямая связь между проблемой арабских беженцев и проблемой еврейских беженцев из арабских стран, и нельзя рассматривать их в отрыве друг от друга.
Сидней Заблудофф, специалист по компенсациям жертвам Холокоста, опубликовал расчёт, согласно которому потери, понесённые евреями, покинувшими арабские страны с 1947 года, составляют 6 млрд долларов, тогда как потери палестино-арабских беженцев около 3,9 млрд. (обе суммы в ценах 2007 года).

## Критика
Некоторые еврейские мигранты из арабских стран неоднозначно относятся к утверждению о том, что они являются беженцами.
Бывший член Кнессета от партии «Мерец» родом из Ирака, Ран Коэн, заявил: «Я не беженец. Я пришёл сюда по зову сионизма, из-за притягательности этой земли и из-за идеи возрождения. Никто не назовёт меня беженцем». Бывший председатель Кнессета, рождённый в Йемене Исраэль Йешаяху, депутат от партии Труда, заявил: «Мы не беженцы. [Некоторые из нас] прибыли в эту страну ещё до рождения Государства Израиль. У нас были мессианские устремления». Ещё один бывший председатель Кнессета, также от партии Труда, рождённый в Ираке Шломо Хилель, заявил: «Я не считаю отъезд евреев из арабских стран бегством. Они приехали сюда, поскольку они хотели этого, поскольку они были сионистами».
Представитель ревизионистской школы израильской историографии Том Сегев утверждает, что «решение об эмиграции в Израиль зачастую было личным решением. Оно было основано на конкретных обстоятельствах жизни данного человека. Далеко не все были бедными, или „обитателями тёмных пещер и дымовых колодцев“. Кроме того, далеко не все подвергались преследованиям, репрессиям или дискриминации в странах своего рождения. Они эмигрировали по различным причинам, в зависимости от страны, времени, общины и лица».

## Позиция ООН
Согласно вице-президенту международной организации «Justice for Jews from Arab Countries» («Справедливость для евреев из арабских стран») доктору Стэнди Урману, из 800 резолюций ООН, посвящённым ситуации на Ближнем востоке в период с 1949 по 2009 гг., 163 были посвящены положению палестинских беженцев-арабов, и ни одной — евреев. Подобный подход характерен и для таких организаций ООН как Совет по правам человека, Экономический и социальный совет и других.

## В искусстве
О еврейских беженцах из арабских стран рассказывает документальный фильм французского режиссёра Пьера Рехова «Молчаливый исход» (англ. Silent Exodus).